# Épidémies de choléra à Malte
Les Épidémies de choléra à Malte se succèdent au cours du XIXe siècle et jusqu'au début du XXe siècle. 

## Épidémie de 1837

### Origine de l'épidémie

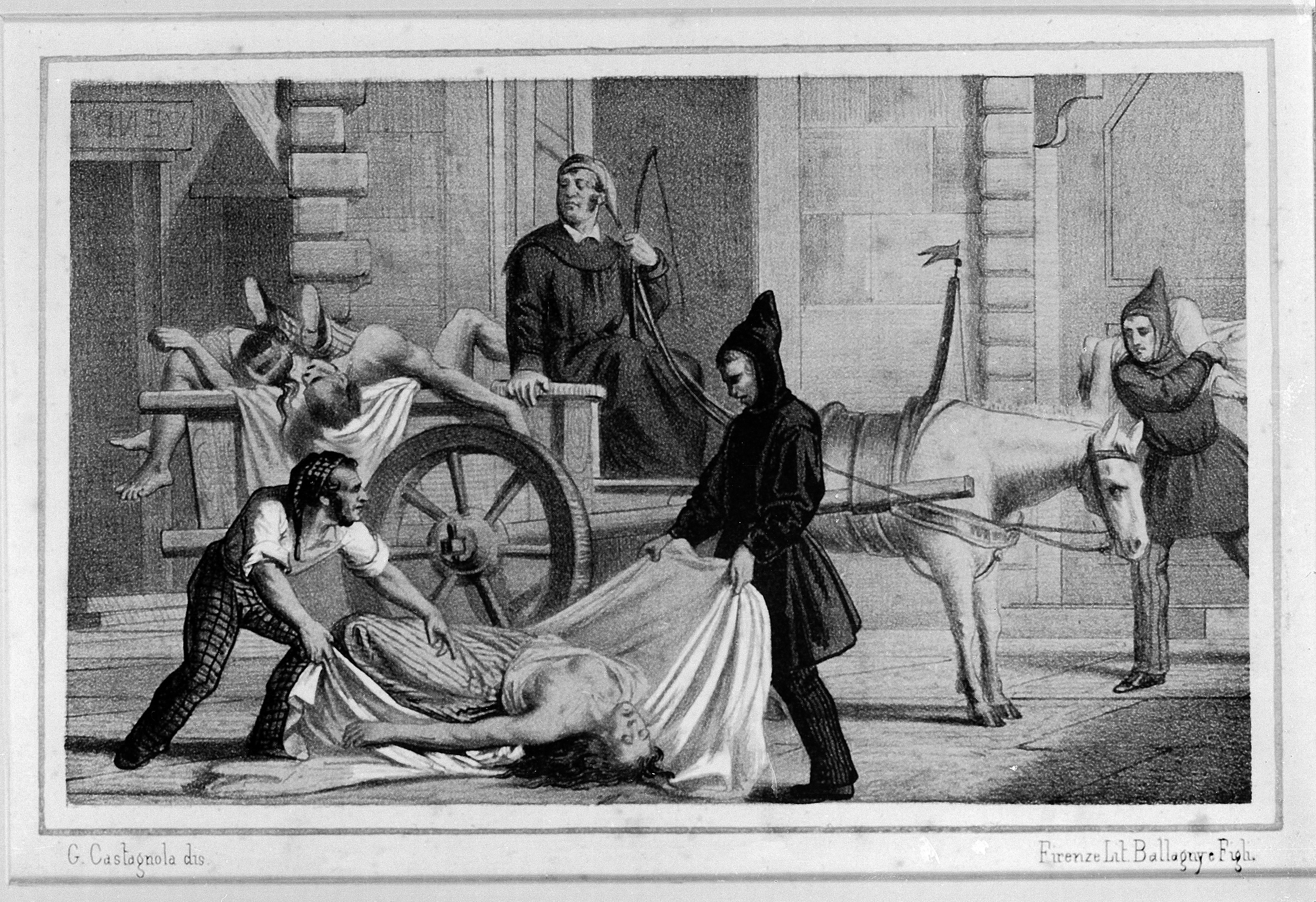
Le choléra à Palerme vers 1835

Alors que la première pandémie de choléra (1817-1824) s'arrête loin de l'Europe occidentale en Sibérie Orientale et aux bords de la mer Caspienne, la deuxième pandémie de choléra (1829-1837) n'épargne au contraire aucun continent. Après L'Europe du nord, la France en 1831, le vibrion atteint le sud de l'Italie puis la Sicile en 1835. Malgré la proximité du fléau, aucune mesure préventive n'est prise par les autorités britanniques.

### Déroulement de l'épidémie à Malte
Le premier cas maltais est identifié le 9 juin 1837 à l'Ospizio de Floriana, un hospice de vieillards. La mortalité est d'emblée dramatique sur ces organismes affaiblis : en 10 jours, on compte 200 morts sur les 750 malades hospitalisés. Le gouverneur prend alors la décision de transférer les malades dans le fort Ricasoli. Mais des désordres commencent, les fossoyeurs sont dépassés par l'ampleur de la tâche et effrayés par le mal. Il est décidé d'utiliser les prisonniers, mais ceux-ci en profitent pour s'évader et multiplier les exactions. Le comportement des médecins est critiqué, refusant parfois de se rendre au chevet des malades par peur de la contagion, mais également les prêtres et les juges qui désertent leur poste. Un comité chargé du fléau est créé le 19 juin, mais la maladie a déjà atteint La Valette, puis les Trois Cités et rapidement la campagne
.
Le maximum de l'épidémie est atteint en juillet, avec un pic à plus de 700 morts par semaine. À partir d'août, le nombre de victimes décroit rapidement. Dès le 2 septembre 1837, l'épidémie est terminée.
À Gozo, l'épidémie n'arrive que tardivement, le 10 juillet et sera moins meurtrière, faisant quand même 330 victimes gozitaines jusqu'au 20 septembre.

### Bilan
| Lieu                                                       | Population en 1836 | nombre de victimes | mortalité |
| ---------------------------------------------------------- | ------------------ | ------------------ | --------- |
| Villes (La Valette et Floriana, Trois Cités et Mdina)      | 53 458             | 2 279              | 4,2 %     |
| Reste de la population maltaise dans les villages de l'île | 49 886             | 1 443              | 2,9 %     |
| Gozo                                                       | 16 834             | 330                | 2,9 %     |
| Garnison britannique                                       | 3 270              | 72                 | 2,2 %     |
| TOTAL                                                      | 123 448            | 4 124              | 3,3 %     |

## Épidémie de 1850
Une nouvelle épidémie de choléra se répand à Malte du 9 juin au 13 octobre 1850. La maladie semble venir de Tripoli où le choléra fait fuir la communauté maltaise qui ramène la maladie dans l'archipel.
L'épidémie fait 1 736 victimes dans l'île sur 4 029 malades infectés. La mortalité générale est de 1,4 %.
La maladie est particulièrement meurtrière parmi les militaires dont 135 meurent sur un total de  3 475 hommes (mortalité de 3,9 %).

## Choléra de 1854 et 1856
Pendant la guerre de Crimée, la maladie revient deux fois à Malte et Gozo en 1854 et 1856, mais sous des formes sporadiques, sans caractère épidémique.

## Épidémie de 1865

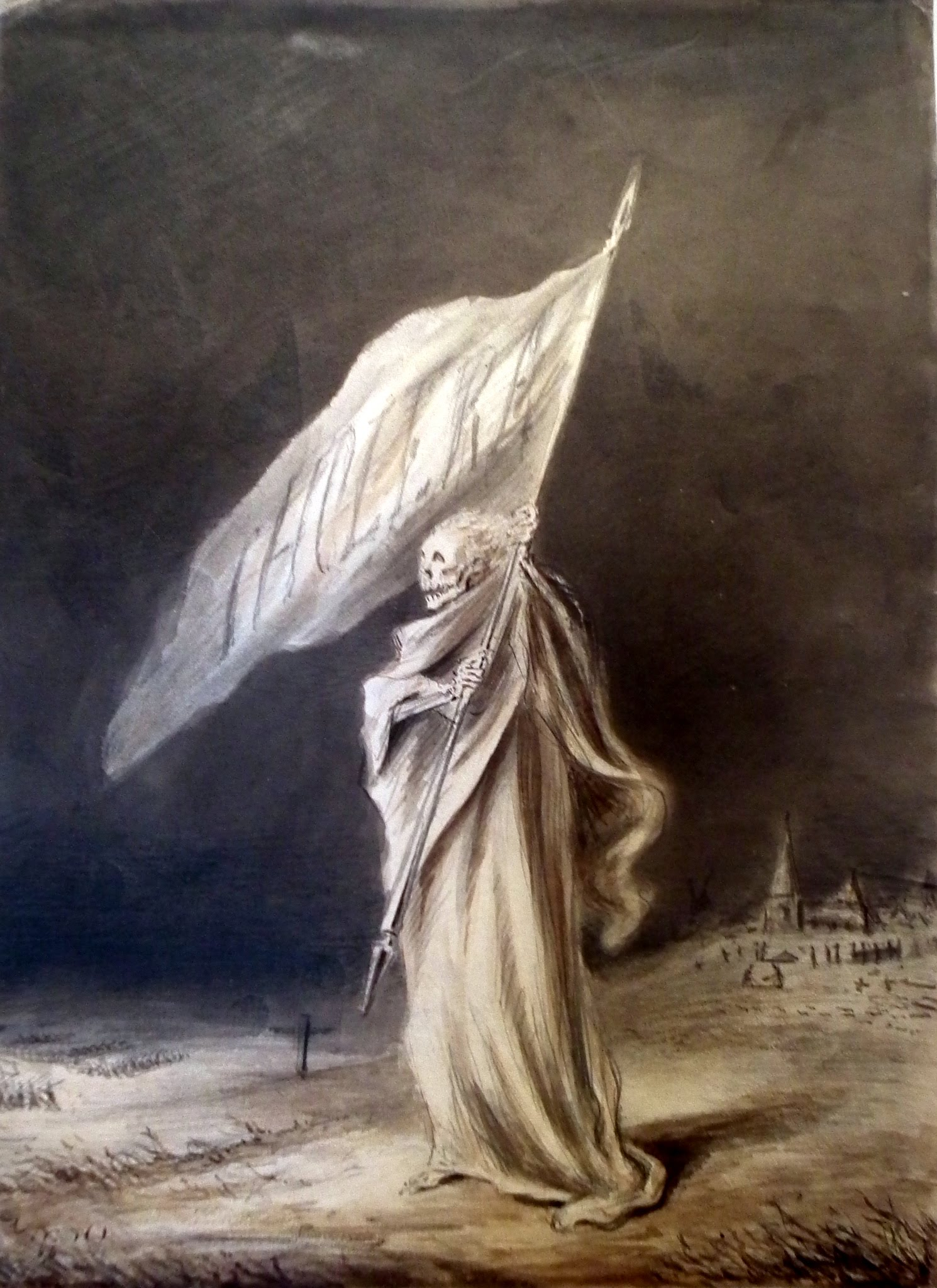
Dessin sur le Choléra en 1866

### Origine de l'épidémie
Cette épidémie correspond à la quatrième pandémie de choléra qui débute en Inde. Des musulmans indiens contaminent ensuite La Mecque à l'occasion d'un grand pèlerinage, puis les pèlerins quittant l'Arabie, transportent avec eux le vibrion. Le choléra est à Suez le 19 mai, puis Alexandrie.

### Débuts à Malte
Le Nyanza, un bateau à vapeur transportant des pèlerins musulmans retournant chez eux en Tunisie, fait escale à Malte le 31 mai. Au vu des malades à bord, le bateau est mis en quarantaine et les malades débarqués au lazaret, d'autres bateaux arrivant eux aussi de la même région subissent également la quarantaine.
Malgré ces mesures, un premier cas est diagnostiqué le soir du 20 juin dans un immeuble proche du lazaret ou est logé un régiment d'artillerie britannique. Il s'agit de la petite fille de 9 ans et demi d'un militaire qui meurt dès le lendemain à midi. Deux jours plus tard, c'est au tour d'une maltaise de 28 ans, épouse d'un fusiliers britannique de tomber malade. Le premier homme victime du choléra est un maltais de 40 ans, Giuseppe Borg, travaillant dans une caserne, qui tombe malade le 28 juin et meurt le lendemain, chez lui à Attard. Quelques autres cas apparaissent dans le régiment qui est transféré à Floriana le 1er juillet. Dès le lendemain, plusieurs femmes de militaires sont malades. Le choléra se répand alors à La Valette à partir du 3 juillet, au 96 de la rue Vescovo où meurt rapidement une couturière de 28 ans nommée Emmanuela Schembri. 

### Propagation de la maladie
La maladie progresse alors assez lentement, d'abord à La Valette jusqu'au milieu du mois de juillet. Cospicua est contaminé le 10 juillet, Rabat le 16. La contagion continue progressivement jusqu'aux villages plus excentré comme Mellieha le 12 août et Dingli le 27 août.
L'île de Gozo est infectée à partir du 21 juillet, probablement par un marin de 22 ans, Michele Cilia, qui meurt ce jour-là à Xewkija après 9 jours passés à Malte.
Le maximum de l'épidémie est atteint en août avec entre 30 et 70 nouveaux cas chaque jour. Selon son habitude, la maladie diminue rapidement à la fin de l'été, avec quelques rares cas qui dureront jusqu'au 17 novembre.

### Bilan
L 'épidémie est responsable de 1 479 morts à Malte et 253 à Gozo, soit une mortalité globale d'environ 1,3 % pour l'archipel.
La mortalité parmi les personnes atteintes était très importante, de l'ordre de 72 % chez les militaires et 62 % chez les civils. Il est vrai que les médicaments utilisés, notamment les émétisants ou encore la strychnine étaient plus de nature à aggraver la maladie qu'à la soigner.

## Autres épidémies
Malgré quelques retour du choléra, sa présence décline à partir des années 1880 quand le gouvernement entreprend une amélioration du drainage des sols et de l'approvisionnement en eau dans la région du Grand Port, puis les villages,.

### 1887
D'octobre à août, 626 cas de choléra font 462 victimes.

### 1911
Le choléra revient encore en 1911 à l'occasion de la Guerre italo-turque, quand des réfugiés emmènent la maladie sur l'archipel. Il y aura 112 cas à Malte dont 81 mortels.

## Bilan humain des différentes épidémies
| Date de l'épidémie | nombre de victimes |
| ------------------ | ------------------ |
| 1837               | 4 124              |
| 1850               | 1 736              |
| 1865               | 1 732              |
| 1887               | 462                |
| 1911               | 81                 |
| TOTAL              | 8 135              |